# Shabu (köpinghuvudort i Kina, Zhejiang Sheng, lat 28,56, long 121,19)
Shabu (kinesiska: 沙埠, 沙埠镇) är en köpinghuvudort i Kina. Den ligger i provinsen Zhejiang, i den östra delen av landet, omkring 210 kilometer sydost om provinshuvudstaden Hangzhou. Antalet invånare är 20 863. Befolkningen består av 10 381 kvinnor och 10 482 män. Barn under 15 år utgör 16,0 %, vuxna 15-64 år 69 %, och äldre över 65 år 14,0 %.
Runt Shabu är det mycket tätbefolkat, med 1 177 invånare per kvadratkilometer. Närmaste större samhälle är Luqiao, 17,7 km öster om Shabu. Trakten runt Shabu består till största delen av jordbruksmark.
Genomsnittlig årsnederbörd är 2 144 millimeter. Den regnigaste månaden är augusti, med i genomsnitt 395 mm nederbörd, och den torraste är januari, med 73 mm nederbörd.